# 96189 Pygmalion
96189 Pygmalion è un asteroide near-Earth. Scoperto nel 1991, presenta un'orbita caratterizzata da un semiasse maggiore pari a 1,8205997 UA e da un'eccentricità di 0,3074782, inclinata di 13,98556° rispetto all'eclittica.